# Bis zur letzten Patrone
Bis zur letzten Patrone (Originaltitel: The Saga of Hemp Brown) ist ein US-amerikanischer Spielfilm (Western) von Richard Carlson aus dem Jahr 1958. Das Drehbuch verfasste Robert Williams. Es beruht auf einer Geschichte von Bernard Girard. Die Hauptrollen sind mit Rory Calhoun, Beverly Garland, John Larch und Russell Johnson besetzt. In der Bundesrepublik Deutschland konnte man den Film erstmals am 5. September 1958 auf der Leinwand sehen.

## Handlung
Lieutenant Hemp Brown begleitet mit einer kleinen Eskorte den Armeewagen mit dem Sold für die Soldaten. Am Wegrand steht der ehemalige Sergeant Jed Givens und möchte mitgenommen werden. Kaum hat er auf dem Wagen Platz genommen, zieht er seinen Revolver und erschießt den Fahrer hinterrücks. Auf dieses Zeichen hat Givens’ Bande nur gewartet. Blitzschnell kommen die Männer aus dem Hintergrund und überfallen den Transport. Gnadenlos werden alle niedergemetzelt; nur Hemp Brown überlebt.
Die Verhandlung vor dem Kriegsgericht verläuft anders, als Brown dies erwartet hatte: Das Gericht verfügt über ein Dokument, nach dem Sergeant Givens im vorigen Jahr bei einer Unternehmung den Tod gefunden hat. Folglich lügt der Lieutenant. Seine Beschuldigung Givens’ wird als Ausrede angesehen, mit der er sein Überleben erklären und seine Feigheit vertuschen will. Das Urteil: Brown wird unehrenhaft aus der Armee entlassen. Der aber setzt jetzt alles daran, die wahren Täter zu überführen, um so seine Unschuld zu beweisen. Eine erste Spur führt Brown in Bo Slauters Saloon, wo er den Gesuchten stellen kann. Slauter zeigt sich auch bereit, eine Erklärung zu unterschreiben, dass er Givens heute persönlich angetroffen habe. Aber kaum hat Slauter zur Unterschrift angesetzt, kann Givens Brown austricksen und fliehen. Bei der Verfolgung des Flüchtenden beginnt Browns Pferd zu lahmen, und er muss seinen Weg zu Fuß weitersetzen. Unterwegs kommt er am Wagen des Schaustellers Serge Bolanos vorbei. Dessen Mitarbeiterin Mona zieht ihn sogleich in ihren Bann, und es dauert nicht lange, bis sich die beiden näherkommen.
Nach vielen Rückschlägen gelingt es Hemp Brown schließlich, den Mörder Givens zu fassen und dem Sheriff zu übergeben. Browns unehrenhafte Entlassung wird rückgängig gemacht, und bald kann er seine Mona zum Traualtar führen.

## Synchronisation der wichtigsten Rollen
| Rolle         | Darsteller        | Synchronstimme    |
| ------------- | ----------------- | ----------------- |
| Hemp Brown    | Rory Calhoun      | Heinz Engelmann   |
| Mona          | Beverly Garland   | Sigrid Lagemann   |
| Jed Givens    | John Larch        | Arnold Marquis    |
| Hook          | Russell Johnson   | Horst Niendorf    |
| Serge Bolanos | Fortunio Bonanova | Stanislav Ledinek |

## Kritik
Das Lexikon des internationalen Films zieht folgendes Fazit: „Kleiner Western von kompromißloser Härte.“ Joe Hembus schrieb, „das Beste an der Saga von Hemp Brown ist […] die Darstellung der Beziehungen zwischen dem Helden und dem Showgirl.“

## Quelle
- Programm zum Film: Das Neue Film-Programm, erschienen im Verlag Heinrich Klemmer, Mannheim, ohne Nummernangabe